# Asian Kung-Fu Generation
ASIAN KUNG-FU GENERATION (skrives officiellt med versaler eller i katakana (アジアン・カンフー・ジェネレーション)) är ett japanskt indie/j-rockband som bildades 1996 av Masafumi Goto, Takahiro Yamada och Kensuke Kita. Bandet är mest känt för att ha framfört det andra öppningstemat, "Haruka Kanata" (遥か彼方), till animeserien Naruto. De har också gjort intron till Fullmetal Alchemist (Rewrite, fjärde öppningstemat) och Bleach (After Dark, sjunde öppningstemat.
Bandnamnet förkortas vanligen AKFG, AKG, eller Ajikan. 

## Historia
- 1996 - Asian Kung-Fu Generation bildas 1996 av Masafumi, Kensuke och Takahiro. Ijichi (trummisen) anslöt sig senare till bandet. Det tog dem ett par år att uppnå populariteten de fått i Japan de senaste åren.

- 2000-2001 - Deras första arbeten säljs enbart online. I själva verket var deras första album, från år 2000, helt på engelska. 2001 började gruppen att skicka in band med deras låt Konayuki till olika radiostationer i Japan, vilket var mycket framgångsrikt och resulterade i deras första sända sång i radio. Samma år släppte de även ett andra album som sjöngs på japanska.

- 2002 - AKFG släpper sitt minialbum Houkai Amplifier. Albumet var en omedelbar framgång och rankades som etta på 'High Line Record Sales'. Nästa år slog bandet stort efter att låten Haruka Kanata användes som intro till animeserien Naruto. Nu har AKFG popularitet spridit sig från Japan till USA och, i mindre skala, till flera länder i Europa.

- 2003 - Bandet släpper två singlar och sitt första riktiga album, Kimitsunagi Five M, som sålde i över 20 000 exemplar.

- 2004 - AKFG:s verksamhet ökar i takt med deras popularitet. Den 11 mars 2004 vann bandet priset för 'Best New Artist Video' under 'Space Shower Music Video Awards', för sin musikvideo Kimi to iu hana. Samma år släpper de tre stycken nya singlar varav en, Rewrite, framfördes som intro till animeserien Full Metal Alchemist. De två andra, Siren och Loop and Loop, återfanns på Oricons 'Top monthly ranking' i två månader i rad. Bandet hann också med att spela på åtta olika musikfestivaler, släppa sin första DVD-skiva och släppa sitt andra album, Sol-Fa, som såldes i över 500 000 exemplar.

- 2005 - Bandet turnerar mellan mars och juni, och turnén har givits namnet Re: Re: efter låten med samma namn som återfinns på albumet Sol-Fa.

## Bandmedlemmarna
- Masafumi Gotou: Sång och gitarr.
- Ijichi Kiyoshi: Trummor.
- Takahiro Yamada: Sång och bas.
- Kensuke Kita: Sång och gitarr.

## Diskografi

### Album
Houkai Amplifier (minialbum) Utgivningsdatum: 04/23/2003
- 1. Haruka Kanata
- 2. Rashinban
- 3. Konayuki
- 4. Ao no Uta
- 5. Sunday
- 6. 12

Kimi Tsunagi Five M Utgivningsdatum: 11/19/2003
- 1. Flashback
- 2. Mirai no Kakera
- 3. Denpatou
- 4. Understand
- 5. Natsu no hi, Zanzou
- 6. Mugen Glider
- 7. Sono Wake Wo
- 8. N.G.S.
- 9. Jihei Tansaku
- 10. E
- 11. Kimi to iu Hana
- 12. No Name

Sol-fa Utgivningsdatum: 10/20/2004
- 1. Shindoukaku
- 2. Rewrite
- 3. Kimi no Machi Made
- 4. My World
- 5. Yoru no Mukuo
- 6. Last Scene
- 7. Siren
- 8. Re: Re:
- 9. 24 ji
- 10. Mayonaka to Mahiru no Yume
- 11. Kaigan Doori
- 12. Loop and Loop

### Singlar
Mirai no Kakera Utgivningsdatum: 08/06/2003
- 1. Mirai no Kakera
- 2. Entrance
- 3. Sono Wake Wo

Kimi to iu Hana Utgivningsdatum: 10/16/2003
- 1. Kimi to iu Hana
- 2. Rocket No. 4

Siren Utgivningsdatum: 04/14/2004
- 1. Siren
- 2. Siren

### DVD:er
Eizosakuhinsyuu 2kan
- Utgivningsdatum: 04/20/2005

Gruppens andra DVD som bara innehåller liveinspelningar från deras senaste turnéer.
Eizosakuhinsyuu Ikkann
- Utgivningsdatum: 11/26/2004

Deras första DVD.